# Валериановск
Валериа́новск — посёлок в Качканарском муниципальном округе Свердловской области России. С 1933 по 2004 год имел статус рабочего посёлка (посёлка городского типа).

## География
Валериановск расположен в 8 километрах (по автотрассе в 10 километрах) к северу-северо-востоку от города Качканара, на левом берегу реки Выи (левого притока реки Туры), в устье левого притока реки Большая Гусева. В 7 километрах к северу-западу от посёлка расположен гидрологический, ботанический природный памятник с реликтовыми и эндемичными растениями — болото Шумихинское.

## История
Посёлок был основан в 1892 году В. Я. Бурдаковым как Валериановский прииск по добыче золота и назван им в честь своего племянника Валериана Протопопова. В 1895 году для промывки песков была установлена бутара — бочка длиной около 3,5 метра, первая на окрестных приисках. На месторождении в основном перерабатывали мелкозернистые эфели. В 1893—95 годах было добыто более 18 пудов драгметаллов. Затем было установлено 5 драг новозеландского типа. По состоянию на 1900 год, на прииске работало 3 станка и 18 рабочих, было добыто 48 золотников 21 доля золота и 25 фунтов 50 золотников 84 доли платины.
В советские годы месторождение истощилось. В 1933 году посёлок был преобразован в рабочий посёлок Валериановск. В 1946 году здесь работала Качканарская геологоразведочная партия. Строительство Качканарского ГОКа и города Качканара в 1957 году способствовало развитию посёлка.
С 31 декабря 2004 года рабочий посёлок Валериановск отнесён к категории сельских населённых пунктов.

## Население
| 1959 | 1970  | 1979  | 1989  | 2002  | 2010  |
| ---- | ----- | ----- | ----- | ----- | ----- |
| 2535 | ↗2658 | ↘2140 | ↘1335 | ↗2188 | ↗2198 |

## Галерея
- Вид с высоты, слева шламохранилище КГОКа
- Вид на посёлок с высоты
- Вид на посёлок с высоты
- Пруд на реке Большая Гусева
- Улица Кирова
- Памятник погибшим в годы Великой Отечественной войны